# Windy/ユメノツヅキ
「Windy/ユメノツヅキ」（ウィンディ/ユメノツヅキ）はCHEMISTRYの35枚目のシングル。2017年11月15日、ソニー・ミュージックアソシエイテッドレコーズから発売。
2017年10月27日iTunes予約注文スタート。再始動ライブ音源より「My Gift to You」（Live ver.）が配信限定で収録。
2018年1月31日「Windy」「ユメノツヅキ」2曲収録アナログ7インチ盤が発売。プレイパス対応。

## 解説
「eternal smile」から6年ぶりとなる再始動初のシングル。プロデュースはCHEMISTRYの“生みの親”松尾潔。オリコンチャート7位を記録。
初回限定盤・通常盤・期間生産限定盤の3形態で発売。全て収録曲が異なる。通常盤・期間生産限定盤収録「Horizon」はAlfred Beach Sandal + STUTSのカバー。アレンジにSTUTSが参加。

## 制作
表題曲「Windy」はMBS系アニメ『将国のアルタイル』の10月期エンディング・テーマに起用。
USオルタナティブR&BトレンドをJ-POPに昇華させたR&Bナンバー。仮歌の段階は純粋なラブソングであったが、最終的にアニメの世界観に寄り添いつつ、16年のキャリアを経て、時に葛藤しながら大人の男性として進化し続けるCHEMISTRYから同世代に向けた人生観が歌われたミドル・チューンに仕上がっている。歌詞について川畑は「キーワードとして『カタチ』というものが全体的にあるので、この17年ずっと音楽をやり続けられている意味だったり、紆余曲折あった中で辛かったり、楽しかったりを繰り返してやってきたと思うのですが､そういう中で形を変えて行きながらという場面もありました。でも実は形って関係なくて、僕達2人の思いがあれば、この先も、もっと色んなものが手に入れられるんじゃないかという凄く強いメッセージが込められています」と述べている。MVのディレクターは谷山剛。楽曲の中で描かれる「風」を可視化するため、煙を使用した演出となっている。
もう1曲の表題曲「ユメノツヅキ」は再始動後初めてYouTubeで公開された新曲。再始動ライブでも初披露。ブギー/モダン・ディスコ系の現行US R&Bトレンドに呼応した楽曲。「PIECES OF A DREAM」のセルフ・アンサーソング。初期CHEMISTRYの楽曲名が歌詞に散りばめられている。再始動にあたり10年ぶりにCHEMISTRYと再会した松尾潔がその時の2人の印象を基に作詞。野球日本代表ドキュメンタリー映画『あの日、侍がいたグラウンド』のエンディング・テーマに起用されている。

## 収録曲

### 初回限定盤
三方背BOX仕様／豪華24Pブックレット封入
作詞：松尾潔
1. Windy [4:25]
  - 作曲・編曲：和田昌哉・Daido
2. ユメノツヅキ [4:27]
  - 作曲：和田昌哉・豊島吉宏／編曲：和田昌哉・MAESTRO-T

#### DVD
再始動ライブ「CHEMISTRY LIVE 2017 -TWO-」東京国際フォーラム。2017年3月1日のライブ映像を全24曲・完全収録 ※堂珍・川畑による副音声入り
1. Intro-lude 〜The Way We Are〜
2. PIECES OF A DREAM
3. FLOATIN'
4. Point of No Return
5. It Takes Two
6. 愛しすぎて
7. BACK TOGETHER AGAIN
8. deep inside of you
9. キスからはじめよう
10. YOUR NAME NEVER GONE
11. 合鍵
12. Naturally Ours
13. アシタヘカエル
14. almost in love
15. Wings of Words
16. 伝説の草原
17. キミがいる
18. Independence
19. SOLID DREAM
20. You Go Your Way
21. TWO
22. 君をさがしてた 〜The Wedding Song〜
23. My Gift to You
24. ユメノツヅキ
25. 堂珍嘉邦&川畑要による初のオーディオコメンタリー

### 通常盤
1. Windy [4:25]
2. ユメノツヅキ [4:27]
3. Horizon [4:47]
  - 作詞：AKIHISA KITAZATO／作曲：STUTS・AKIHISA KITAZATO／編曲：STUTS
4. ユメノツヅキ(Slow & Emotional) [5:07]

### 期間生産限定盤
アニメ「将国のアルタイル」描き下ろしジャケット ※期間：2018年2月末まで
1. Windy
2. ユメノツヅキ
3. Horizon
4. Windy -TV edit.-

## 演奏
Windy 
- Daido：Programming, All Other Instruments

ユメノツヅキ
- マサ小浜：Guitar
- Maestro-T：Programming, All Other Instruments

Horizon 
- 北里彰久：Guitar
- 川口大輔：Additional Keyboards
- 和田昌哉：Background Vocals
- ABS+STUTS：Programming, All Other Instruments

## 特典
- TOWER RECORDS全店（オンライン含む/一部店舗除く）特典：TOWER RECORDSオリジナルポスター
- HMV全店（ローチケHMV含む/一部店舗除く）特典：HMVオリジナルポスター
- TSUTAYA RECORDS（一部店舗除く）/ TSUTAYAオンラインショッピング（予約のみ）特典：TSUTAYAオリジナルポスター
- 新星堂/WonderGOO全店(一部店舖除く) および新星堂WonderGOO楽天市場店特典：新星堂/WonderGOOオリジナルステッカー
- Amazon.co.jp特典：Amazonオリジナルステッカー
- 対象店舗限定オリジナルステッカー
- ファンクラブ会員特典：アナザージャケット(3種類より絵柄を選択)
- Sony Music Shop限定3形態まとめ買い特典：特典Aもしくは特典B
  - 特典A：CHEMISTRY LIVE TOUR 2017-18 「Windy」各公演開場前のCHEMISTRY本人から『2018年度CHEMISTRYポスターカレンダー』お渡し会
  - 特典B：直筆サイン入りトートバッグ